# 柚鳥真希
柚鳥 真希（ゆとり まさき、1989年（平成元年）5月22日 - ）は、日本の映画監督。岡山県倉敷市出身。

## 来歴
1989年岡山に生まれる。2013年から東京にて映画制作を始め、第二回新人監督映画祭にて上演を行った。
その後、第三回新人監督映画祭でも上演している。

## 作品

### 監督作品
- 愛のリズム - 2015年[1]
- Now or never - 2015年

### その他参加作品
- 壊れた関係 - 2017年（助監督）[2]
- 中野キッズバー物語 - 2015年（助監督）